# توق (سرده)
توق (نام علمی: Xanthium) نام یک سرده از زیرخانواده کاسنی‌واریان است.

## نگارخانه

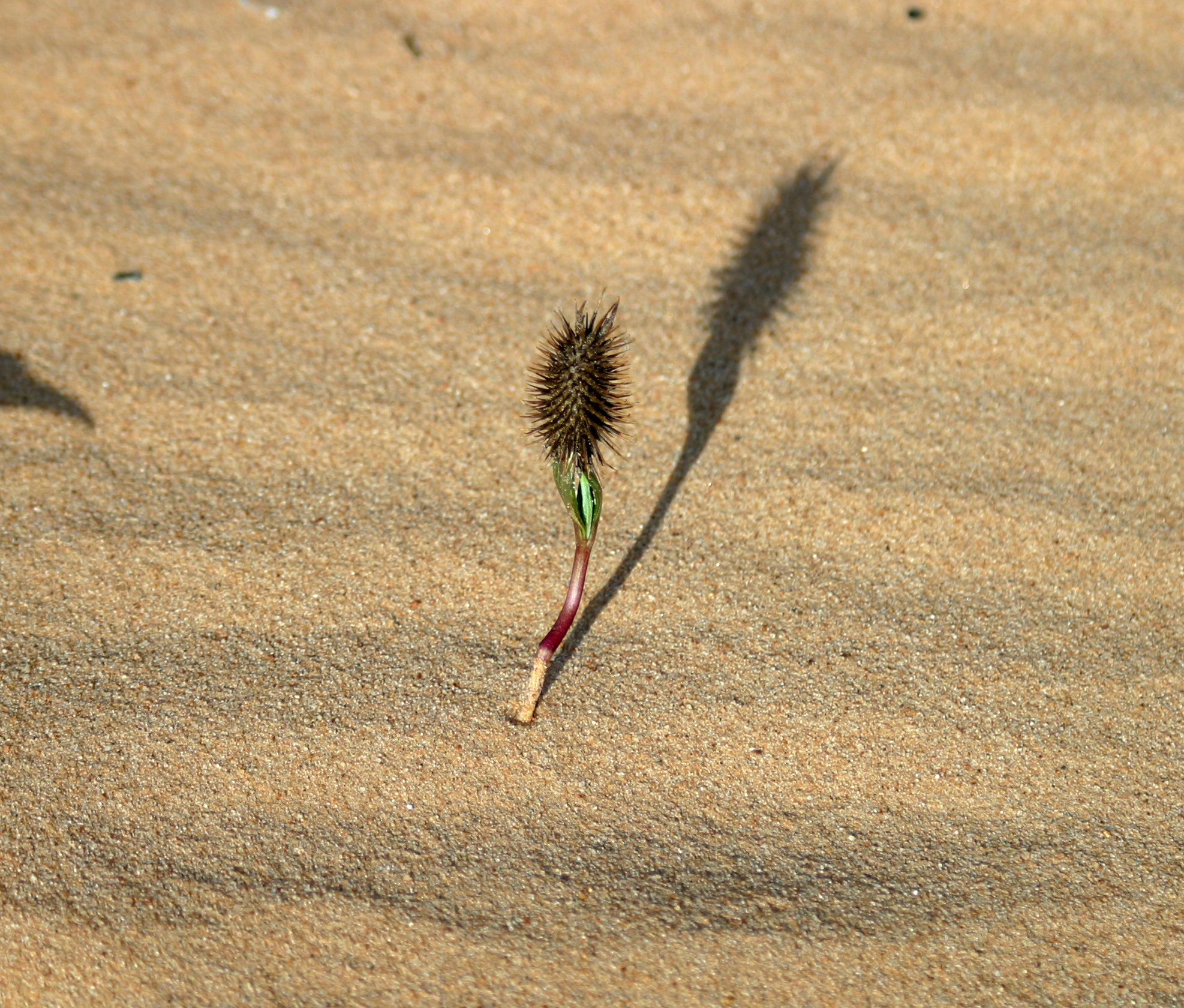
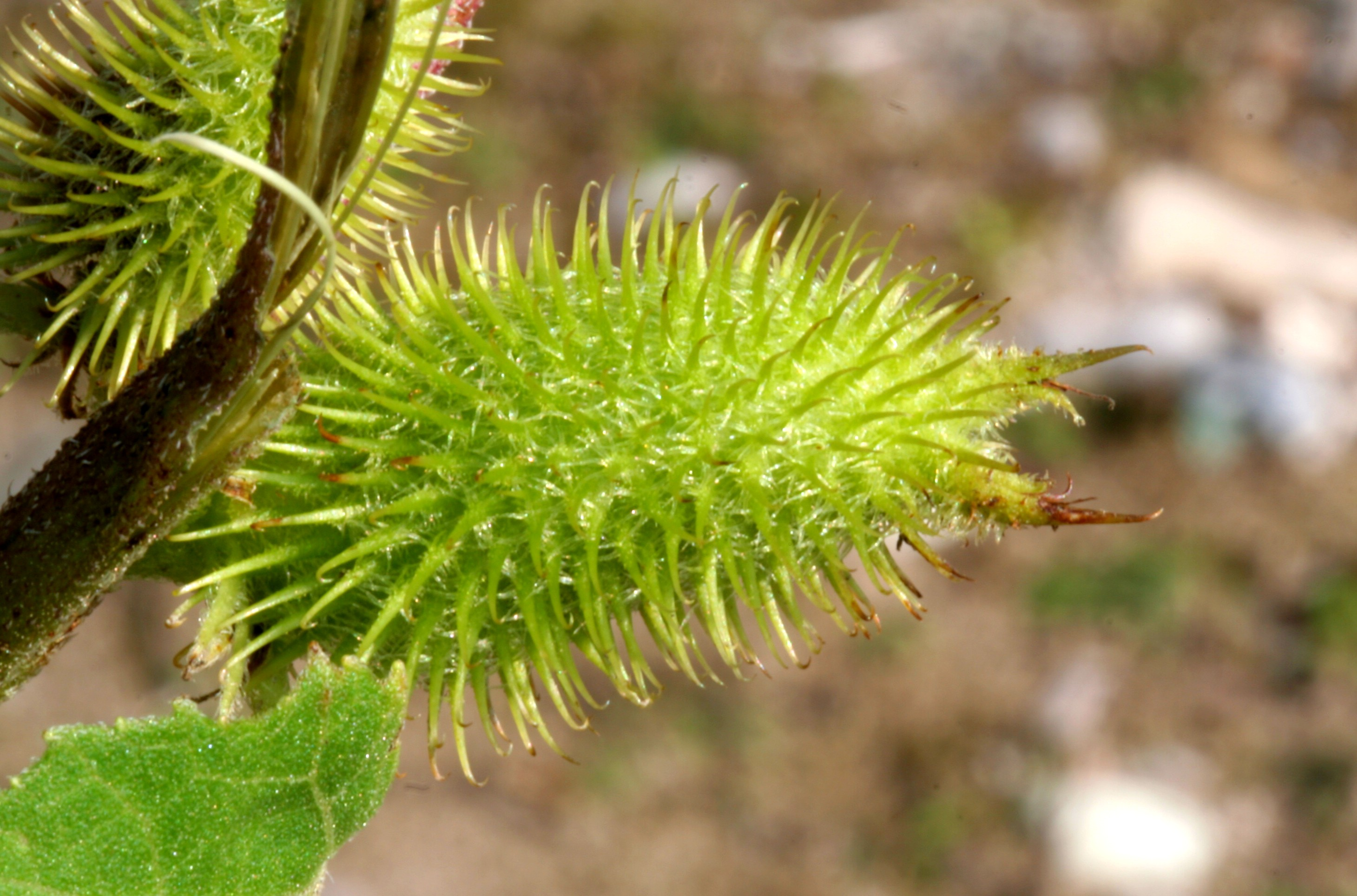
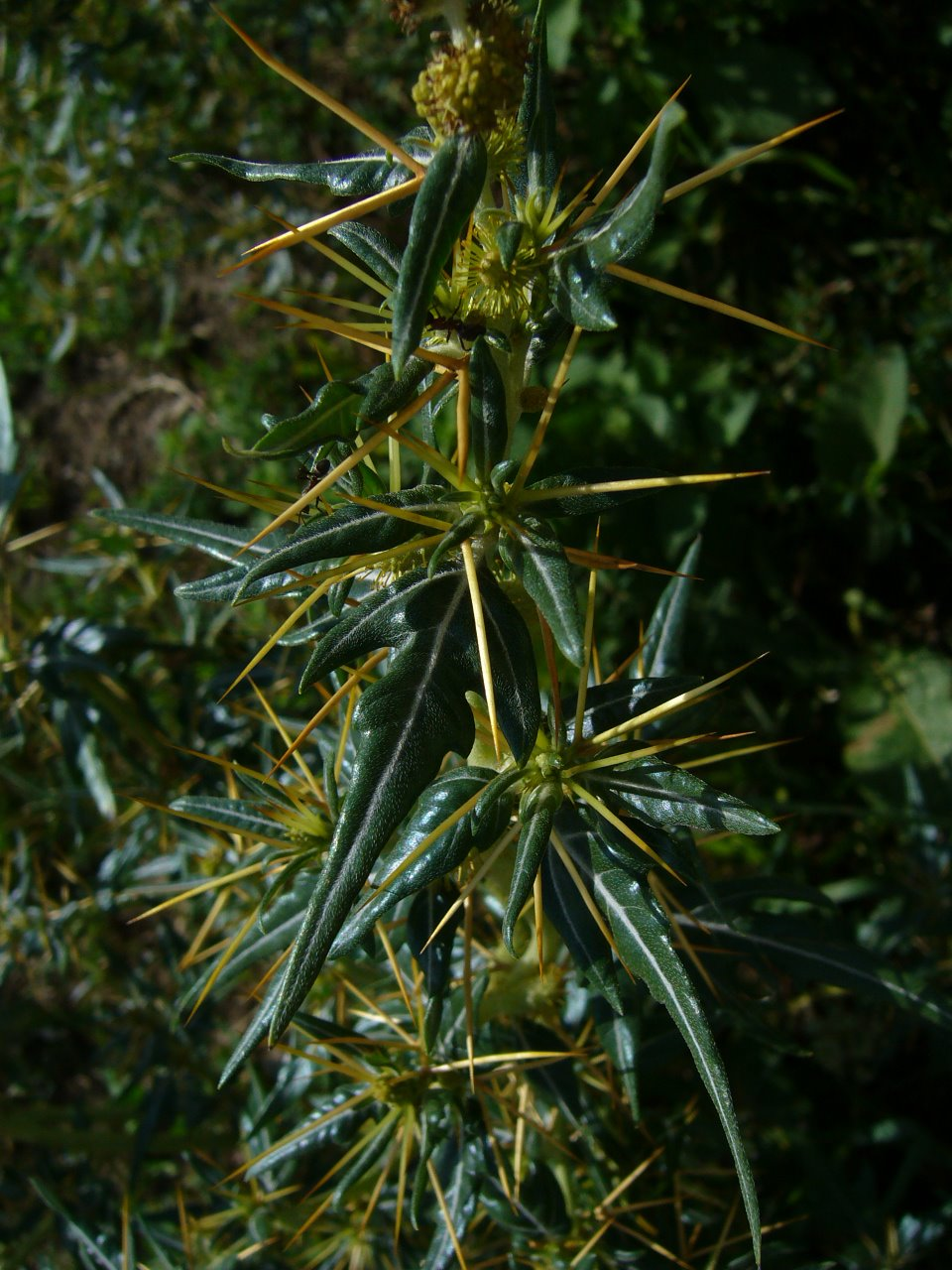
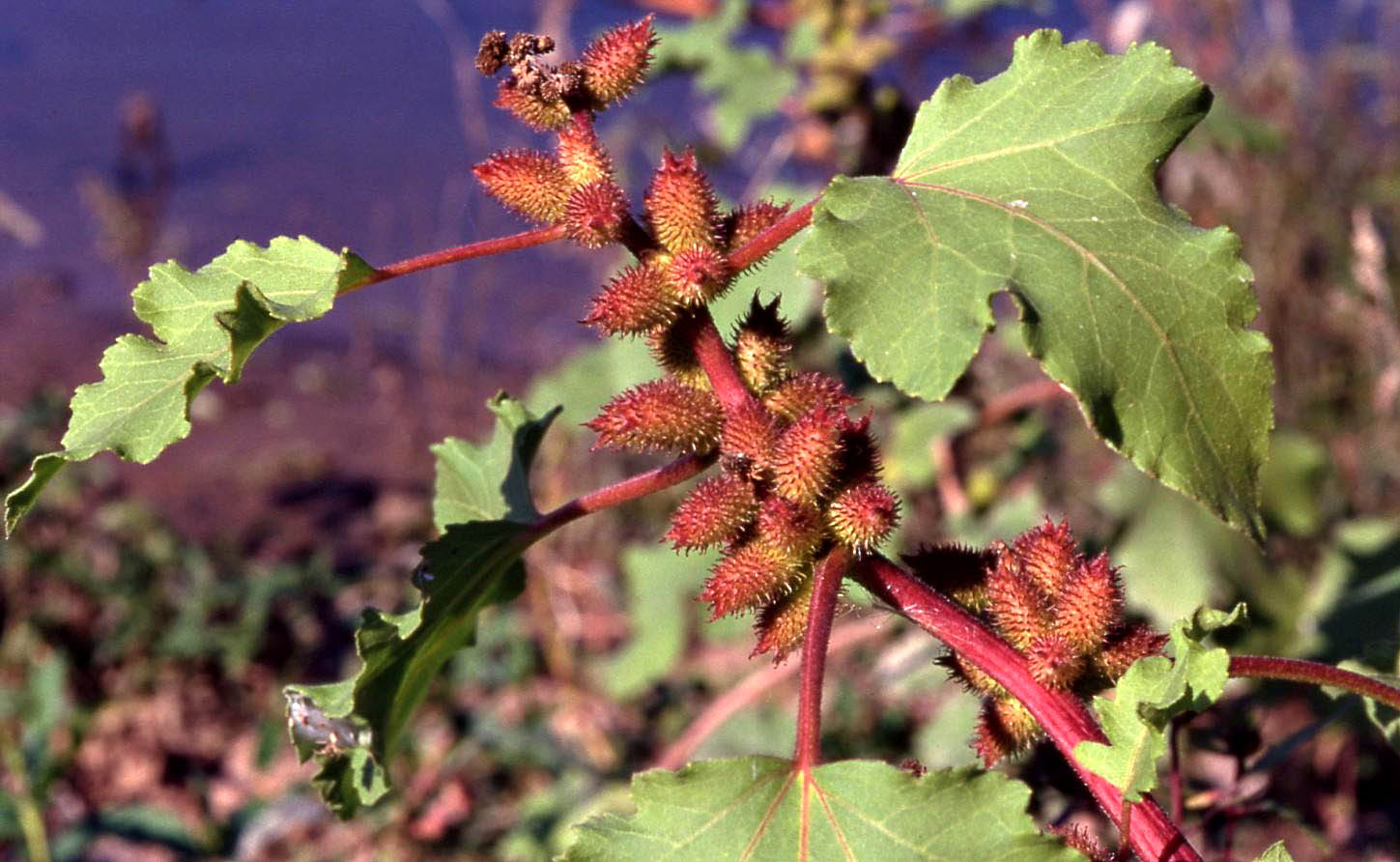